# 寺島家御天神社
寺島家御天神社（てらじまけごてんじんしゃ）は、愛知県名古屋市緑区大清水西にある神社。

## 祭神
主祭神
菅原道真公

## 由緒
創建は不明。この地域の田畑や山林を所有していた鳴海村の寺島家の山の守り神として、寺島家所有地の最も高い山の頂上付近（現在の境内より南東方面）に祀られた。
同地を往来する人や地元住民に、御天神様と呼ばれ信仰されてきた。現在でも、年末年始には寺島家が鏡餅を供えている。

### 沿革
- 昭和34年（1979年） - 土地区画整理事業が行われ、工事期間中は成海神社に保管される。
- 平成16年（2004年） - 本殿を新築するとともに、現在の位置に移転。
- 令和4年（2022年） - 寺島家が一般財団法人寺島八惠会に土地を譲渡し、以降同財団により維持管理が行われる。
- 令和5年（2023年）9月 - 説明板が設置される。

## ギャラリー

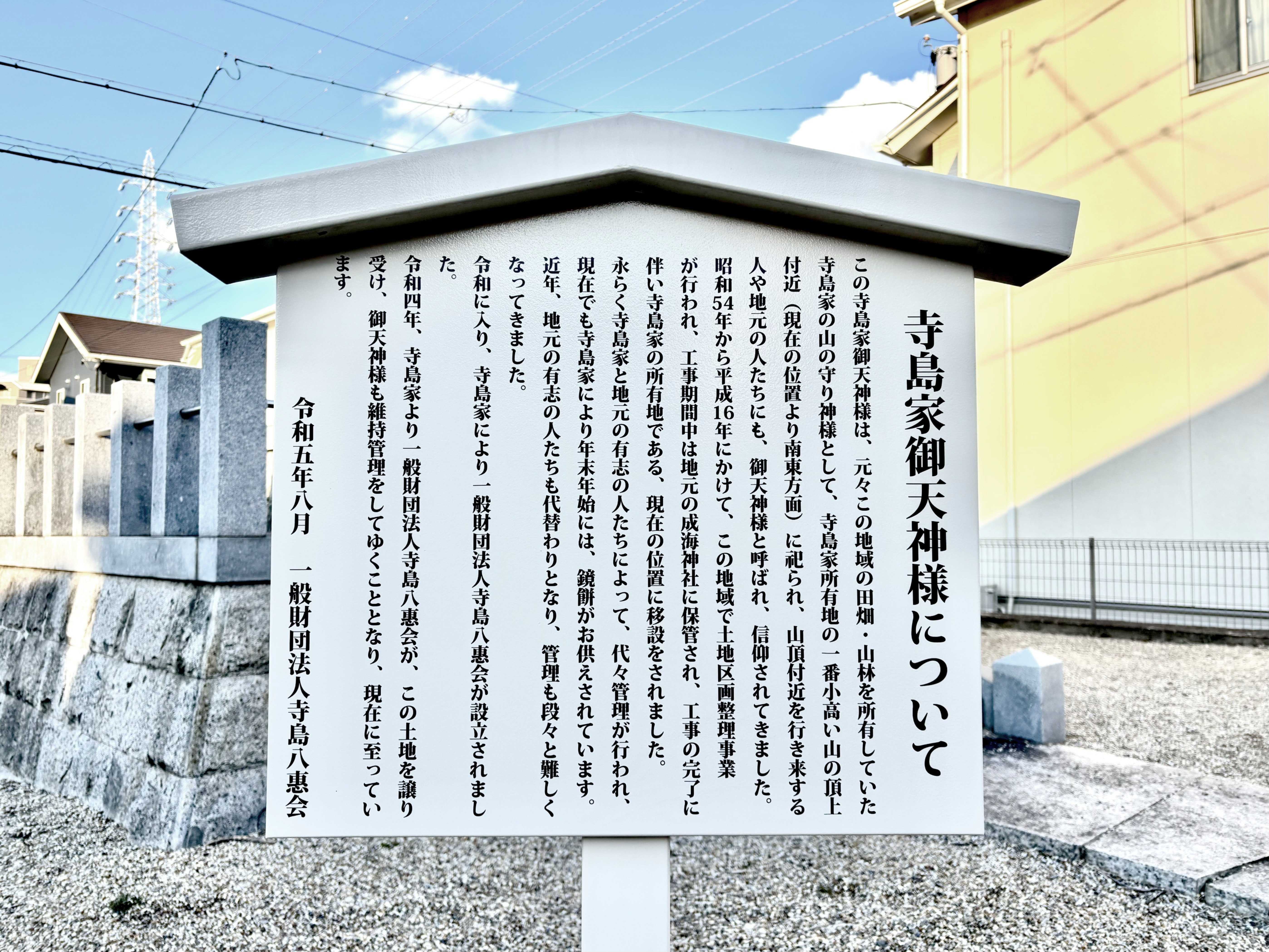
境内説明板
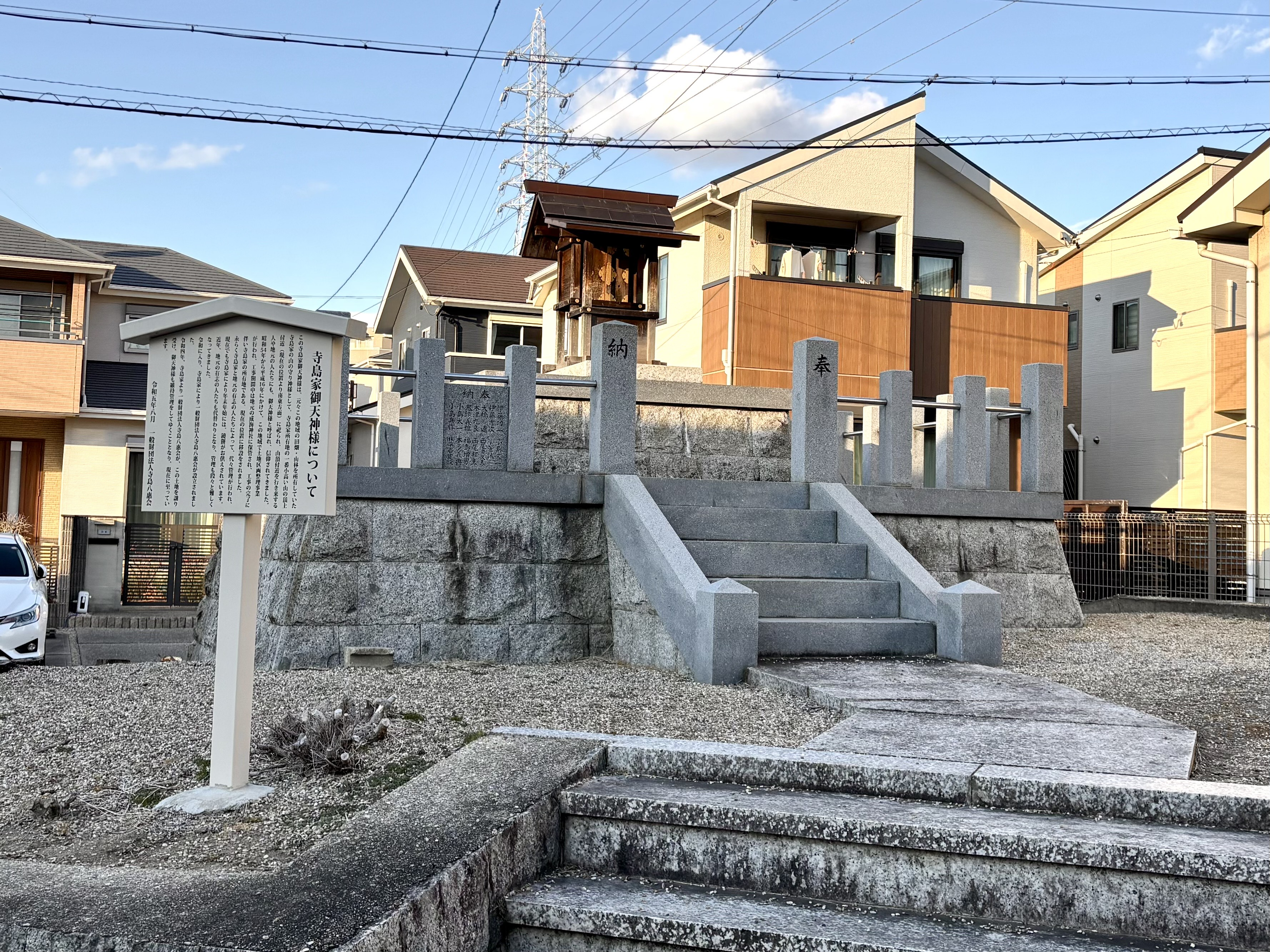
境内

## 交通アクセス
- 名古屋市営バス徳重巡回・名古屋市営バス徳重14系統・相生11号系統「大清水三丁目」バス停より徒歩で約3分。